# Sigvard Herrlin
Salomon Gustaf Sigvard Herrlin, född den 7 oktober 1908 i Åseda församling, Kronobergs län, död den 19 mars 1983 i Stockholm, var en svensk jurist.
Herrlin avlade juris kandidatexamen vid Lunds universitet 1938. Han var amanuens i Generaltullstyrelsen 1939–1943, tjänstgjorde samtidigt i Stockholms rådhusrätt 1939–1943 och var därjämte tillförordnad fiskal i Svea hovrätt 1942–1943. Herrlin blev föredragande i Justitiekanslersämbetet 1943, tillförordnad sekreterare 1944, extra ordinarie 1945, förste byråsekreterare där 1947, vid Riksåklagarämbetet 1948 och var byråchef där 1950–1976 (tillförordnad 1949). Han biträdde Kejnekommissionen vid slutförandet av dess uppdrag 1951. Herrlin blev riddare av Nordstjärneorden 1952 och kommendör av samma orden 1965. Han vilar på Fleninge kyrkogård.